# Kim Willoughby
Kim Marie Willoughby (Houma, 7 de novembro de 1980) é uma jogadora de voleibol dos Estados Unidos que competiu nos Jogos Olímpicos de 2008.
Em 2008, ela fez parte da equipe americana que conquistou a medalha de prata no torneio olímpico, no qual atuou em sete partidas.